# Hancewicze (sielsowiet Lubaszewo)
Hancewicze (biał. Ганцавічы; ros. Ганцевичи) – wieś na Białorusi, w obwodzie brzeskim, w rejonie hancewickim, w sielsowiecie Lubaszewo, przy drogach republikańskich  i P105. Od północy sąsiaduję z miastem Hancewicze.
W dwudziestoleciu międzywojennym leżały w Polsce, w województwie poleskim, w powiecie łuninieckim, gminie Kruhowicze.
Znajduje tu się przystanek kolejowy Rasswiet, położony na linii Równe – Baranowicze – Wilno.